# Gojō-gawa
La rivière Gojō (五条川, Gojō-gawa) est un cours d'eau coulant dans les préfectures de Gifu et d' Aichi. Elle se jette dans le fleuve Shin.

## Bassin fluvial
Le bassin fluvial de la rivière Gojō s'étend sur la préfecture de Gifu et sur la préfecture d'Aichi.
- Préfecture de Gifu
  - Tajimi
- Préfecture d'Aichi
  - Inuyama,
  - District de Niwa
    - Ōguchi

  - Konan
  - Ichinomiya
  - Iwakura
  - Komaki
  - Kitanagoya
  - Inazawa
  - District de Nishikasugai
    - Haruhi

  - Kiyosu
  - District de Ama
    - Jimokuji